# Boeing 929
Die Boeing 929 Jetfoil ist ein von Boeing produziertes Passagierschiff, das als Tragflügelboot konstruiert ist.
Boeing baute drei Jetfoil 929-100, die ab 1975 von dem in Honolulu ansässigen Unternehmen Seaflite Inc. für Fährdienste in Hawaii eingesetzt wurden. Seaflight betrieb sie ab 1975 bis zu ihrer Pleite 1979. Als der Betrieb endete, kaufte Far East Hydrofoil die drei Jetfoils und setzte sie zwischen Hongkong und Macau ein. Etwa zwei Dutzend Boeing Jetfoils waren auf der Strecke Hongkong–Macau, in Japan, Südkorea, dem Englischen Kanal, den Kanarischen Inseln, Saudi-Arabien und Indonesien in Betrieb.
1979 kaufte die Royal Navy eine Boeing Jetfoil, HMS Speedy, um Erfahrung im Einsatz eines modernen Tragflügelboots zu sammeln.
1980 eröffnete B&I Shipping Lines eine Jetfoil-Strecke zwischen Dublin und Liverpool mit dem Jetfoil Cú Na Maria („Hund der See“). Der Dienst blieb erfolglos und wurde 1981 bereits wieder eingestellt.
In Nordamerika wurde die Boeing Jetfoil regelmäßig zwischen Seattle, Washington und Victoria, British Columbia während der Touristensaison im Sommer 1980 eingesetzt. Von Boeing geleast, wurde ein Jetfoil, die Flying Princess („Fliegende Prinzessin“), von der gemeinnützigen Flying Princess Transportation Corp. betrieben. Die Flying Princess Transportation Corp. wurde dabei von der B.C. Steamship Company unterstützt. Zwischen April und September 1985 wurde regelmäßig ein Jetfoil von Island Jetfoil zwischen Seattle, Victoria und Vancouver in Kanada betrieben.